# Пространство современного искусства YARAT
Пространство современного искусства YARAT, или сокращённо YARAТ – некоммерческая художественная организация, основанная в Баку художницей Аидой Махмудовой в 2011 году. YARAT (что в переводе с азербайджанского означает «создавай») — крупнейший на Кавказе, в Центральной Азии и прилегающих регионах центр художественной практики, научно-исследовательских и образовательных проектов.

## Общие сведения
Центр современного искусства YARAT расположен в переоборудованном здании военно-морского флота периода СССР с видом на Каспийское море, которое в 1960-х годах служило базой технического обслуживания военных кораблей. В результате переоборудования на двух этажах было создано выставочное пространство площадью 2000 м². Здание находится недалеко от площади Государственного флага.
В здании представлены временные выставки ведущих художников со всего мира, а также экспозиции из коллекции YARAT и библиотека.
Официальное открытие Центра состоялось 24 марта 2015 года.

## Структура
YARAT включает в себя Центр современного искусства «YARAT», Музей живописи Азербайджана XX—XXI веков (азерб. XX-XXI əsrlər Azərbaycan rəngkarlığı muzeyi) и Проектное пространство «ARTIM». Музей живописи Азербайджана XX—XXI веков представляет собой серию выставок с работами из собрания национальных музеев и галерей. Музей организует общественно-просветительскую программу. Музей тесно сотрудничает с образовательными учреждениями. Сотрудники музея знакомят школьников и студентов с экспозициями посредством интерактивных экскурсий, учат их понимать и интерпретировать искусство.
Проектное пространство «ARTIM» основано в Баку, в Старом городе (Ичери-шехер) в октябре 2015 года. «ARTIM» (в переводе с азербайджанского — «прогресс») демонстрирует экспериментальные практики и новые работы начинающих азербайджанских художников, отобранных посредством открытого конкурса, и международных художников из программ резидентуры. Ежегодно реализуется несколько небольших проектов и проводится «ARTIM Lab» – курс, позволяющий молодым художникам участвовать в семинарах и ежедневной студийной практике для генерирования новых идей и работ.
«YARAT» также проводит образовательные общественные программы, которые включают курсы, семинары, лекции, показы, фестивали, литературные и театральные клубы, а также семейные выходные.

## Деятельность
«YARAT» провел выставки таких художников, как Ширин Нешат, Оскар Мурильо, Ербосын Мельдибеков, Алмагуль Менлибаева, Александр Угай, Нурахмет Нурбол, Реза Арамеш, Ваджико Чачхиани, Ян Фабр, Стивен Дж. Родс, Микеланджело Пистолетто, Шилпа Гупта, Зади Ха, Таус Махачева, Педро Гомес-Эганья, Камруз Арам, Дадбех Бассир, Геларе Хошгёзаран, Тимо Нассери, Навид Нур.
23 апреля 2021 года «YARAT» представил 1-й Международный Бакинский фестиваль стрит фотографии. Конкурсная часть фестиваля получила название «Улицы в фокусе». В состав жюри и лекторов вошли как местные, так и зарубежные фотографы.

### Избранные групповые выставки

#### 2011
- «Предисловие», групповая выставка, Альтернативное Пространство YARAT, Баку, Азербайджан

#### 2012
- Фестиваль Baku Public Art, Баку, Азербайджан
- «Соединяющиеся мосты», Бакинский музей современного искусства (MOMA), Баку, Азербайджан
- «Шедевры в Баку», Christie’s на Каспии, Баку, Азербайджан
- Групповая выставка «COMMONIST», Альтернативное Пространство YARAT, Баку, Азербайджан
- «Next Level», выставка современного искусства, YAY Gallery, Баку, Азербайджан

#### 2013
- «Participate!» Бакинский Паблик Арт Фестиваль, Баку, Азербайджан
- «Люби меня, не люби меня»: современное искусство Азербайджана и его соседей, куратор Дина Насер-Хадиви, Центр Гейдара Алиева, Баку, Азербайджан
- «Люби меня, не люби меня», куратор Дина Насер-Хадиви, параллельное мероприятие 55-й Венецианской биеннале, Венеция, Италия
- «Home, Sweet Home» («Дом, милый дом»), групповая выставка, Азербайджанский культурный центр, Париж, Франция
- «Дом, милый дом», Бакинский музей современного искусства (MOMA), Баку, Азербайджан
- «Положение Пат», персональная выставка, YAY Gallery, Баку, Азербайджан.
- «Fly To Baku», Современное искусство из Азербайджана (передвижная выставка), Художественно-исторический музей, Neue Burg, Вена, Австрия
- «Прозрачность простоты», персональная фотовыставка, YAY Gallery, Баку, Азербайджан
- «Black Woman», персональная выставка, YAY Gallery, Баку, Азербайджан
- Гянджинский фестиваль искусств, Парк Хан Багы, Гянджа, Азербайджан
- «Другой город», групповая выставка, YAY Gallery, Баку, Азербайджан
- «Vise Versa», персональная выставка, YAY Gallery, Баку, Азербайджан
- «Эхо», персональная выставка, YAY Gallery, Баку, Азербайджан
- «ЗАВОД», групповая выставка, Бакинский завод бытовых кондиционеров, Баку, Азербайджан
- «Девушки предпочитают нефтяников», персональная выставка, YAY Gallery, Баку, Азербайджан

#### 2014
- «Здесь… Сегодня», Лондон, Великобритания.
- ART DUBAI Marker, стенд YARAT, 2014, Дубай, ОАЭ
- Международная фотобиеннале GRID, Амстердам, Нидерланды
- «TalkCloud», персональная выставка, YAY Gallery, Баку, Азербайджан
- Московская международная биеннале молодого искусства, Москва, Россия
- Международная художественная ярмарка «Cosmoscow», стенд YARAT, Москва, Россия
- «Поэтика обыкновенного», Венская художественная ярмарка, The New Contemporary, Вена, Австрия
- Участие галереи YAY на ярмарке «Start Art», Галерея Саатчи, Лондон, Великобритания
- «Вторжение. Музей 2014», групповая выставка Проектного Пространства ARTIM, Национальный музей искусств, Государственный Музей Ковра, Государственный историко-архитектурный заповедник «Храм Атешгях», Баку, Азербайджан
- «Синий фон», групповая выставка, YAY Gallery, Баку, Азербайджан
- «Анестезия», персональная выставка, YAY Gallery, Баку, Азербайджан
- «Два состояния», персональная выставка, YAY Gallery, Баку, Азербайджан
- Галерея YAY на ярмарке Contemporary Istanbul, Стамбул, Турция
- «Conversations» («Разговоры»), персональная выставка, YAY Gallery, Баку, Азербайджан

#### 2015
- «Isolation Room / Gallery Kit", проект-инсталляция, Торговый центр Port Baku Mall, Баку, Азербайджан
- «Дом моих глаз», Центр YARAT, Баку, Азербайджан
- «Творя историю», Постоянная коллекция YARAT, Центр YARAT, Баку, Азербайджан
- «Союз огня и воды», параллельное мероприятие YARAT на 56-й Венецианской биеннале, Палаццо Барбаро, Венеция, Италия.
- Персональная выставка «Refraction» («Преломление»), YAY Gallery, Баку, Азербайджан.
- «Капля с неба», Баку Паблик Арт, 2015, Баку, Азербайджан
- «Dua’s», персональная выставка, YAY Gallery, Баку, Азербайджан
- «Сердце – одинокий охотник», Центр YARAT, Баку, Азербайджан
- XXXXXXY, групповая выставка, Проектное Пространство ARTIM, Баку, Азербайджан
- Выставка «Нестерпимая лёгкость бытия», при сотрудничестве с Cuadro Gallery, YAY Gallery, Баку, Азербайджан
- «Посредник / Разрушитель / Восстановитель», персональная выставка, Проектное Пространство ARTIM, Баку, Азербайджан
- Выставка «Место встречи», сотрудничество YAY Gallery с Cuadro Gallery, Дубай, ОАЭ
- «Я твой единственный тигр», персональная выставка, YAY Gallery, Баку, Азербайджан

#### 2016
- «Ты меня не понимаешь», экспериментальный перформанс, Проектное Пространство ARTIM, Баку, Азербайджан
- «Следы времени», передвижная выставка, Закатальская Государственная Художественная Галерея, Загатала, Азербайджан
- «Что-то из ничего», персональная выставка, YAY Gallery, Баку, Азербайджан
- UMWELT, персональная выставка, YAY Gallery, Баку, Азербайджан
- Парижская художественная ярмарка, Большой дворец, стенд G6, Франция, Париж
- «Удивляться, удивлять», групповая выставка, Проектное Пространство ARTIM, Баку, Азербайджан
- «Полуправды», групповое шоу, Проектное Пространство ARTIM, Баку, Азербайджан
- «Иллюминация», групповое шоу, YARAT Studios, Баку, Азербайджан
- «Неизбежная засуха», персональная выставка, YARAT Studios, Баку, Азербайджан
- «300 слов о сопротивлении», групповая выставка, Центр YARAT, Баку, Азербайджан
- «Маленькие обманы», групповая выставка, Центр YARAT, Баку, Азербайджан
- «В этом городе ярких огней», групповая выставка, Проектное Пространство ARTIM, Баку, Азербайджан
- «Вид склона», персональная выставка, Проектное Пространство ARTIM, Баку, Азербайджан
- «Секреты дома», групповая выставка, Проектное Пространство ARTIM, Баку, Азербайджан
- «Комфортное онемение», групповая выставка, Проектное Пространство ARTIM, Баку, Азербайджан
- «Следы времени», Мингячевирская государственная галерея, Мингячевир, Азербайджан
- «И это пройдет», персональная выставка, Проектное Пространство ARTIM, Азербайджан, Баку
- «Nə var, odur,» персональная выставка, Центр YARAT, Баку, Азербайджан
- «Dis Place», персональная выставка, Центр YARAT, Баку, Азербайджан
- Art Dubai Contemporary, 2016, YAY Gallery
- «Сердце – одинокий охотник», групповая выставка, Баку, Азербайджан

#### 2017
- «Дисфония», групповая выставка, Проектное Пространство ARTIM, Баку, Азербайджан
- «Молотов Гюлабы», персональная выставка, Проектное Пространство ARTIM, Баку, Азербайджан
- «Дорогой любимый», персональная выставка, Центр YARAT, Баку, Азербайджан.
- ARTIM Lab: «100% сделано в Азербайджане», 24-часовая групповая выставка, Проектное Пространство ARTIM, Баку, Азербайджан
- Программа Резидентуры YARAT: «Шоу должно продолжаться», групповая выставка, Проектное Пространство ARTIM, Баку, Азербайджан
- «Следы времени», передвижная выставка, Гусарская государственная художественная галерея, Гусар, Азербайджан
- «1001 ночь», групповая выставка, YAY Gallery, Баку, Азербайджан
- ARTIM Lab: «Кого это волнует?» однодневная групповая выставка, Проектное Пространство ARTIM, Баку, Азербайджан
- «Солнца и неоны над Казахстаном», групповая выставка, Центр YARAT, Баку, Азербайджан
- «Мужчины не плачут», групповая выставка, Проектное Пространство ARTIM, Баку, Азербайджан
- Резиденция YARAT: «Воображаемые чужестранцы», групповая выставка, Проектное Пространство ARTIM, Баку, Азербайджан
- «Следы времени», передвижная выставка, Сумгаитская государственная картинная галерея, Сумгаит, Азербайджан
- «Дальние горизонты», групповая выставка, Проектное Пространство ARTIM, Баку, Азербайджан
- ARTIM Lab: «Ноль», 24-часовая групповая выставка, Проектное Пространство ARTIM, Баку, Азербайджан
- «Ни война, ни мир», групповая выставка, Проектное Пространство ARTIM, Баку, Азербайджан
- «ALL_AND», персональная выставка, YAY Gallery, Баку, Азербайджан
- «Следы времени», Государственная Галерея Искусств Ярдымлы, Ярдымлы, Азербайджан
- «Разрушаясь, стремимся ввысь», групповая выставка, Центр YARAT, Баку, Азербайджан
- ARTIM Lab: «Монументальность», 24-часовая выставка, Проектное Пространство ARTIM, Баку, Азербайджан

#### 2018
- «Нурджан», персональная выставка, Проектное Пространство ARTIM, Баку, Азербайджан
- «Не моя судьба», персональная выставка, Проектное Пространство ARTIM, Баку, Азербайджан
- «Знай, что всё, что существует – не существует», групповая выставка, YAY Gallery, Баку, Азербайджан
- «Невыдуманные перспективы», персональная выставка, Центр YARAT, Баку, Азербайджан
- «Сделай это», персональная выставка, Центр YARAT, Баку, Азербайджан
- Программа Резидентуры YARAT: «Непомысленное знание», Проектное Пространство ARTIM, Баку, Азербайджан
- ARTIM Lab: «Нейровизуализация», 24-часовая выставка, Проектное Пространство ARTIM, Баку, Азербайджан
- «Труд, отдых и мечты: 1960-1980-е глазами азербайджанских Мастеров», групповая выставка, Музей Живописи Азербайджана XX-XXI веков
- «Мехелле», групповая выставка, Проектное Пространство ARTIM, Баку, Азербайджан
- ARTIM Lab: «Карта неосязаемости», 24-часовая выставка, Проектное Пространство ARTIM, Баку, Азербайджан
- Выставка «И в твой язык я не вмещусь», Центр YARAT, Баку, Азербайджан
- Программа Резидентуры YARAT: «Природа нездоровой любви», групповая выставка, Проектное Пространство ARTIM, Баку, Азербайджан
- «В том саду оказаться бы снова», Газахская государственная картинная галерея, Газах, Азербайджан
- «Полная пустота: виртуальная реальность», художественная выставка, Проектное Пространство ARTIM, Баку, Азербайджан
- ARTIM Rooms: «Новые сказки», групповая выставка, Проектное Пространство ARTIM, Баку, Азербайджан
- «Функция. Структура. Изменения», групповая выставка, YAY Gallery, Баку, Азербайджан
- «Слейпнир», персональная выставка, Центр YARAT, Баку, Азербайджан
- «Застенчивый мальчик розового будущего», персональная выставка, Проектное Пространство ARTIM, Баку, Азербайджан
- «Звёздные небеса», передвижная выставка, Шамкирский молодёжный центр, Шамкир, Азербайджан
- «Мухи кусаются – к дождю», персональная выставка, Центр YARAT, Баку, Азербайджан
- Программа Резидентуры YARAT: «Пограничные слои», групповая выставка, Проектное Пространство ARTIM, Баку, Азербайджан

#### 2019
- Де/Конструкция: «Дед Мороз в отдалённых сёлах», фотовыставка
- ARTIM Rooms: «Перпендикулярные истины», групповая выставка, Проектное Пространство ARTIM, Баку, Азербайджан
- «Тайная красота», персональная выставка, YAY Gallery, Баку, Азербайджан
- «ZARAtustra», персональная выставка, Центр YARAT, Баку, Азербайджан
- ARTIM Lab: «Опыт. Размышление. Вывод», итоговая выставка, Проектное Пространство ARTIM, Баку, Азербайджан
- «В том саду оказаться бы снова», передвижная выставка, Гахская государственная картинная галерея, Гах, Азербайджан
- «Любовь и протест», ретроспективная выставка, Музей азербайджанской живописи XX-XXI веков, Баку, Азербайджан
- Программа Резидентуры YARAT: «На кончиках чужих языков», групповая выставка, Проектное Пространство ARTIM, Баку, Азербайджан
- ARTIM Lab: «Ruh Ruh», YARAT Studios, Баку, Азербайджан
- Дадаш Адна: «Love Me», междисциплинарная выставка, Проектное Пространство ARTIM, Баку, Азербайджан
- «В том саду оказаться бы снова», передвижная выставка, Культурный центр Мехсети Гянджеви, Гянджа, Азербайджан
- «Дитя Магохалми и эхо творения», персональная выставка, Центр YARAT, Баку, Азербайджан
- «Шаривари», персональная выставка, Центр YARAT, Баку, Азербайджан
- Программа Резидентуры YARAT: «Забудь все ранее известное тебе, и лишь потом узнай, кто я такой», групповая выставка, Проектное Пространство ARTIM, Баку, Азербайджан
- «ARTIM Flux: «Периферическое расширение», групповая выставка, Проектное Пространство ARTIM, Баку, Азербайджан
- Говорит Баку: 1900-1940-е годы», Музей Живописи Азербайджана XX-XXI веков, Баку, Азербайджан
- «Бифуркация», групповая выставка, YARAT Studios, Баку, Азербайджан
- «В том саду оказаться бы снова», передвижная выставка, (Мингячевирская) государственная галерея, Мингячевир, Азербайджан
- «Хрупкие рубежи: взгляд на не (видимые) границы Ирана», групповая выставка, Центр YARAT, Баку, Азербайджан
- Программа Резидентуры YARAT: «Эмпирическое время», групповая выставка, Проектное Пространство ARTIM, Баку, Азербайджан

#### 2020
- «Говори о другом», однодневная студийная выставка, Проектное Пространство ARTIM, Баку, Азербайджан
- «Соответствующие меры», персональная выставка, «Проектное Пространство ARTIM», Баку, Азербайджан
- «В том саду оказаться бы снова», передвижная выставка, Государственная галерея Хачмаза, Хачмаз, Азербайджан
- Виртуальный ARTIM, групповая онлайн-выставка
- «Гурбан олум», персональная выставка, Центр YARAT, Баку, Азербайджан
- «Ни одна поема не любит своего поэта», персональная выставка, Центр YARAT, Баку, Азербайджан
- «Хризалис: момент трансформации», групповая выставка, Проектное Пространство ARTIM, Баку, Азербайджан
- «Сотвори себе остров», групповая выставка, «Музей Живописи Азербайджана XX-XXI веков», Баку, Азербайджан.
- «Туманы превратились в эпопею в голове моей», групповая выставка, Центр YARAT, Баку, Азербайджан

#### 2024
- коллективная выставка «Все будет хорошо: завтра или когда-нибудь еще» (5 июля – 8 декабря 2024). В экспозиции представлены произведения восьми художников: Расима Бабаева, Эльшана Баба, Орхана Гусейнова, Тарлана Горчу, Аиды Махмудовой, Гафара Рзаева, Замира Сулейманова, CHINGIZа[12]